# Iota Geminorum
Iota Geminorum (ι Gem, ι Geminorum) è una stella della costellazione dei Gemelli di magnitudine + 3,79, distante 120 anni luce dal sistema solare. Viene occasionalmente chiamata Propus, nome utilizzato maggiormente per la stella Eta Geminorum.

## Osservazione
Avendo declinazione +27°, è una stella dell'emisfero boreale e dunque gli osservatori posti a latitudini settentrionali sono maggiormente favoriti. Tuttavia, le possibilità di osservazione dall'emisfero australe sono ampie; infatti la stella resta invisibile solo dalle regioni antartiche. D'altra parte questa sua posizione non eccessivamente settentrionale la rende circumpolare solo a partire dalle regioni in prossimità del circolo polare artico. Una declinazione di 27°N equivale ad una distanza angolare dal polo nord celeste di 63°; il che equivale a dire che a nord del parallelo 63°N l'oggetto si presenta circumpolare, mentre a sud del 63°S l'oggetto non sorge mai. Essendo di magnitudine 3,79, la si può osservare anche dai piccoli centri urbani senza difficoltà, sebbene un cielo non eccessivamente inquinato sia maggiormente indicato per la sua individuazione.

## Caratteristiche fisiche
Iota Geminorum è una gigante gialla di tipo spettrale G9IIIb, o K0III, come è classificata in qualche pubblicazione. Ha una massa circa il doppio rispetto al Sole ed un raggio 9 volte superiore. La sua luminosità è 52 volte quella solare, con una temperatura superficiale attorno ai 4790 K.
Nata come una stella di classe A2 circa 1,4 miliardi di anni fa, da circa 250 milioni di anni ha terminato l'idrogeno nel suo nucleo da convertire in elio ed ora sta convertendo quest'ultimo in carbonio e ossigeno tramite il processo tre alfa. In futuro aumenterà ancora le dimensioni, divenendo 1000 volte più luminosa del Sole ed iniziando a pulsare come una variabile Mira, prima di terminare la propria esistenza come una nana bianca.